# Zdravko Čolić
Zdravko Čolić, bosanski pevec, * 30. maj 1951, Sarajevo, SR BIH, Jugoslavija. Čolić je od sedemdesetih let dalje prepoznan po celotnem prostoru nekdanje Jugoslavije.
Mladi Čolić je bil dejaven v jugoslovanskem mladinskem športu, medtem se je učil šlager uspešnic, ki so v šestdesetih letih dominirale na jugoslovanskih in italijanskih glasbenih festivalih. Na organizirani prireditvi je prvič nastopil pri 17 letih na črnogorski obali, zaradi tamkajšnjega uspeha pa se je v domačem Sarajevu začel resneje ukvarjati z glasbo. Svojo prvo skupino Mladi i lijepi je kmalu zamenjal za bolj uveljavljene Ambasadore, leta 1971 pa se je 20-letni Čolić preselil v Beograd, kjer je ravno tako krajši čas sodeloval kot vokal Korni grupe.
Čolićeva solo kariera se je začela neposredno zatem na sarajevskem festivalu Vaš šlager sezone leta 1972. Sledili so nastopi na glasbenih festivalih po Jugoslaviji ter nato turneja po Sovjetski zvezi skupaj s sarajevskimi Indexi in ostalimi jugoslovanskimi izvajalci. Že leta 1973 je Čolić kot predstavnik Jugoslavije nastopil na evrovizijskem tekmovanju s pesmijo Gori vatra.
Njegov prvi album Ti i ja je izšel leta 1975, to je tudi obdobje njegove vzpenjajoče se slave v jugoslovanskem prostoru ter hitov Živiš u oblacima in Druže Tito mi ti se kunemo. V naslednjih letih so sledili veliki koncerti, med njimi Čolićev nastop na beograjskem stadionu Crvene zvezde pred 70 tisoč poslušalci. Tudi zaradi svojih plesnih nastopov na odru je bil Čolić označen za jugoslovanskega Johna Travolto.
V osemdesetih letih se je Čolić iz Sarajeva preselil v Radomlje, kjer je sodeloval z Goranom Bregovićem, in ustanovil založniško hišo Kamarad; kasneje se je preselil v Zagreb, tik pred razpadom Jugoslavije leta 1990 pa v Beograd, kjer biva še danes. Vojne jugoslovanskega nasledstva so tako kot številnim drugim glasbenikom na prostoru Jugoslavije tudi Čoliću prekinile kariero, a jo je uspešno reaktiviral leta 1997 z albumom Kad bi moja bila. Leta 2010 je Čolić še vedno uspešno nastopal na Koševu v Sarajevu pred 60 tisoč ljudmi, leto kasneje na beograjskem Ušću pred 100 tisoč ljudmi, njegovi veliki koncerti so bili organizirani tudi po ostalih prestolnicah nekdanje Jugoslavije, med drugim v Ljubljani leta 2011.

## Diskografija
- Ti i ja (1975)
- Živiš u oblacima (1977)
- Ako priđeš bliže (1977)
- Zbog tebe (1980)
- Malo pojačaj radio (1981)
- Šta mi radiš (1983)
- Ti si mi u krvi (1984)
- Rodi me majko sretnog (1988)
- Da ti kažem šta mi je (1990)
- Kad bi moja bila (1997)
- Okano (2000)
- Čarolija (2003)
- Zavičaj (2006)
- Kad pogledaš me preko ramena (2010)
- Vatra i barut (2013)
- Ono malo sreće (2017)

1. ↑  data.bnf.fr: platforma za odprte podatke — 2011.